# 红砂
红砂（学名：Reaumuria soongarica）为柽柳科红砂属下的一种灌木。广泛分布于亚洲内陆干旱区温带荒漠。起源于第三纪。